# شرف الدين الغزي
شرف الدين بن عبد القادر بن بركات ابن إبراهيم بن حبيب الغَزّي،  ويقال له ابن حبيب، فقيه حنفي، عارف بالتفسير والعربية. من أهل غزة، له مؤلفات منها كتاب محاسن الفضائل بجمع الرسائل وتنوير البصائر، حاشية على الأشباه والنظائر، لابن نجيم.